# Arabische stammen
Het Arabische schiereiland is eeuwenlang verdeeld geweest in diverse Arabische stammen. Deze clans hadden destijds een eigen territorium waardoor het als erg vijandig gezien werd als bv. iemand van een andere clan water putte uit een bron. Deze verdeeldheid werd onder meer gebruikt door de Ottomanen om het gebied onder controle te houden.
Klassiek claimt elke stam (Qabila) af te stammen van een van de twee mythische voorouders van de Arabieren: Adnan voor de noordelijken en Qahtan voor de zuidelijken (vandaar Adnanieten en Qahtanieten). Er waren ook vrijgeboren (Khadiri) Arabieren die niet tot een stam behoorden, maar zij stonden lager in aanzien en konden geen afstamming van Adnan en Qahtan claimen. Tussen de stammen waren er ook nog statusverschillen: sommige stammen waren hoog aangeschreven, andere minder. Huwelijken tussen deze ongebonden en stamgebonden Arabieren, en tussen hogere en lagere stammen werden niet positief onthaald, omdat zo de afstammingslijn niet meer zuiver was. 
Door een meer sedentaire levenswijze en het ontstaan van vele Arabische staten o.a. binnen buitenlandse invloedssferen is het belang van deze stammen afgenomen. In de jaren 50 werd het aantal nomaden geschat op 50%, deze kunnen bijna altijd teruggebracht worden tot een stam. Tegenwoordig schat men dat 80% van de Arabieren tot een bepaalde stam te rekenen valt.

Benadering van de woonplaats van enkele belangrijke Arabische stammen rond 600 n.C.

## Lijst
Deze lijst is niet exhaustief.

### A
- Banū 'Abbās (بنو عبّاس)
- Beni Ahsen
- Abdul Qays (عبدالقيس)
- Banū 'Abd Shams (بنو عبد شمس)
- Banū 'Abs (بنو عبس)
- Banū 'Adī (بنو عدي)
- Banū 'Ajlān (بنو عجلان)
- Ajman
- ʿĀd (عاد)
- Banū 'Āmir (بنو عامر)
- Banū 'Amr (بنو عمرو)
- 'Anazah (عنزة)
- Banū Asad (بنو أسد)
- Banū 'Aṭīyah بنو عطيّة)
- 'Asīr (عسير)
- Banū Aws (بنو أوس)
- Al-Awazem (العوازم)in Kuwait
- Banū 'Awf (بنو عوف)
- Azd (الأزد)

### B
- Bariq
- Bali (stam)
- Al-Baggara
- Bahila
- Banu Bahr
- Banu Bakr ibn Wa'il (Wael, Wayel, بنو بكر بن وائل, Rabi'ah tak van de Adnanieten)
- Banu Bakr ibn Abd Manat
- Balhareth

### D
- Al-Dawasir
- Al-Dhafeer
- Banu Dhubyan
- Darod

### F
- Al-Farahidi
- Banu Fazara

### G
- Al-Gain
- Ghamid
- Banu Ghaniya
- Banu Ghassan
- Ghatafan
- Banu Ghazan
- Banu Ghifar

### H
- Hammyar iraq-Jabr Diab
- Hakami
- Banu Hothail
- Bani Hamida
- Harb
- Banu Harith
- Banu Hashim
- Al-Hawajir Al-Hajri, Banu Hajr
- Banu Hilal
- Huwaytat

### J
- Al-Ja'aliyīn (الجعليّين)
- Banū Jabar (بنو جبر)
- Al-Jiburi
- Banu Jalaf
- Al-Jaidi
- Al-Jiburi
- Banu Judham
- Banū Juhaynah (بنو جهينة)
- Banu Jumah
- Banu Jusham

### K
- Banu Kalb
- Banū Kanz
- Kendah
- Bani Khalid
- Khawlān (خولان)
- Banu Khutheer
- Banu Khuthayr
- Banū Khālid (بنو خالد)
- Āl Khalïfah (آل خليفة)
- Āl Khalīlī
- Al-Kharusi
- Banū Khath'am (بنو خثعم)
- Banū Khazraj (بنو خزرج)
- Banū Khuzā'ah (بنو خزاعة)
- Banū Kinānah (بنو كنانة)

### L
- Lakhmiden
- Larzi

### M
- Al-Maadeed
- Al-Mahri
- El Mahroky
- Banu Makhzum
- Banu Malik
- Al Manaseer
- Banu Mathar
- Banu Mustaliq
- Banu Mustafa
- Banu Muttalib
- Mutayr

### N
- Al-Nabhani
- Banu Nadir
- Banu Najjar
- Banu Nawfal
- Al-Noman

### Q
- Banū Qaynuqā' (بنو قينقاع)
- Banū Quḑā'ah (بنو قضاعة)
- Qaḥṭān
- Qoeraisj (قريش)
- Banū Qurayẓah (بنو قريظة)
- Qedarieten

### R
- Bani Rasheed, Rashaida

### S
- Saba' سبأ
- Al-Saeed
- Banu Sa'ida
- Sayyid
- Banu Sahm
- Banu Salama
- Al-Salti
- Shahrān (شهران)
- Al-Shabeeb
- Shammar
- Bani Shehr
- Banu Shutayba
- Subay'
- Al-Suwaidi
- Bin Sumaida

### T
- Banū Taym (بنو تيم , subclan van deQuraysh)
- Banu Taghlib (T. ibn Wā'il, بنو تغلب, tak van de Rabī'ah)
- Banū Tamīm (بنو تميم)
- Thamūd (uitgestorven, ثمود)
- Āl Thānī (tak van de Banu Tamim, Qatar, آل ثاني)

### U
- Al-'Ubayd
- Banū Umayyah (بنو أميّة), zeer bekend als de Omajjaden, die een van de bekendste Arabische dynastieën zouden stichten
- 'Utaybah (عتيبة)
- Banū 'Utbah (بنو عتبة)

### Y
- Banū Yām (بنو يام) in Najrān
- Yaf'i (اليافعي)

### Z
- Zahran
- Banu Zahra
- Banu Zuhrah
- Banū Zayd